# Бедняков, Александр Тихонович
Александр Тихонович Бедняков (1853 — после 1917) — русский судебный деятель, сенатор.

## Биография
Из потомственных дворян Саратовской губернии. Сын действительного статского советника Тихона Петровича Беднякова.
Окончил юридический факультет Санкт-Петербургского университета со степенью кандидата права (1877).
По окончании университета поступил на службу кандидатом на судебные должности при Тверском окружном суде. Здесь последовательно занимал должности: исправляющего должность помощника секретаря гражданского отделения суда, помощника секретаря, старшего нотариуса суда и заведующего делами общего собрания отделений суда.
В 1880 году был причислен к Министерству юстиции и командирован к исправлению должности старшего нотариуса Житомирского окружного суда, и затем Киевского окружного суда. В конце следующего года был назначен членом Житомирского окружного суда, в 1890 году — членом Киевского окружного суда, в 1894 году — товарищем председателя означенного суда, в 1895 году — членом Киевской судебной палаты и, наконец, в 1903 году — председателем Острогожского окружного суда.
В 1904 году назначен товарищем обер-прокурора Гражданского кассационного департамента Правительствующего Сената, а в 1907 году — членом Консультации, при Министерстве юстиции учрежденной, с оставлением в занимаемой должности. 9 июня 1909 года назначен сенатором, с производством в тайные советники и назначением к присутствованию в том же департаменте Сената.
Судьба после 1917 года неизвестна. Был женат на вдове тайного советника Елизавете Васильевне Редковской, детей не имел.

## Награды
- Орден Святого Станислава 1-й ст. (1906)
- Орден Святой Анны 1-й ст. (1909)
- Орден Святого Владимира 2-й ст. (1912)